# Biološki integritet
Biološki integritet povezan je sa načinom kako je izmijenjeno "prirodno" okruženje i njegova funkcija u odnosu na potencijalno ili izvorno stanje ekosistema prije nego što su nametnute ljudske izmjene. Biološki integritet izgrađen je na pretpostavci da je smanjenje vrijednosti funkcija ekosistema prvenstveno uzrokovano ljudskim aktivnostima ili izmjenama. Što su više okruženje i njegovi prvobitni procesi promjenjeni, to je manji biološki integritet za životnu zajednicu u cjelini. Ako bi se ovi procesi vremenom promenili prirodno, bez ljudskog uticaja, integritet ekosistema bi ostao netaknut. Integritet ekosistema veoma se oslanja na procese koji se javljaju u njemu, jer oni određuju koje područje organizam može naseliti i složenost njihovih interakcija.

## Istorija
Koncept biološkog integriteta prvi put se pojavio u izmenama američkog Federalnog zakona o kontroli zagađenja voda iz 1972. godine, poznatog i pod nazivom Zakon o čistoj vodi. Agencija za zaštitu životne sredine Sjedinjenih Američkih Država (EPA) je koristila termin kao metod za merenje standarda kojima treba voditi vodu, ali je vokabular podstakao godišnju raspravu o implikacijama ne samo značenja biološkog integriteta, nego i kako to može biti mjereno. Prva konferencija o terminu dogodila se u martu 1975. godine pod nazivom "Integritet vode" ("The Integrity of Water" i obezbijedila prvu prihvaćenu definiciju biološkog integriteta (vidi dolje). EPA je 1981. godine okupila stručnjaka iz Sjedinjenih Američkih Država (služba za riba i divljih životinja), akademsku zajednicu i svoje osoblje kako bi dalje razradili definiciju i identifikovali ključne bioindikatorske pokazatelje kako bi kvantitativno mjerili biološki integritet. Konferencija nije identifikovala samo definiciju, već i metode za procjenu zajednice, a utvrdili su da za sagledavanje stanja životne sredine treba koristiti više lokacija. 

## Definicija
Danas je prihvaćena definicija da je biološki integritet "sposobnost podrške i održavanja uravnotežene, integrirane, adaptivne zajednice organizama koji imaju sastav, diverzitet vrsta i funkcionalnu organizaciju koja se može uporediti sa prirodnim staništem regiona". This definition was adapted from Frey (1977). Implikacije ove definicije su da živi sistemi imaju različite skale u odnosu na one koje postoje, da se mogu kvantifikovati dijelovi koji održavaju ili doprinose funkcionisanju sistema i da svi sistemi moraju biti posmatrani u kontekstu njihovih okruženja i evolucione istorije. Ovaj pojam se prvenstveno odnosi na vodenu sredinu jer rječnik proizilazi iz Zakona o čistoj vodi, ali koncepti mogu biti primenjeni na druge ekosisteme.

## Metodi vrednovanja
Da bi se kvantifikovao i ocijenio biološki integritet sistema, kreiran je indeks biološkog integriteta (IBI). U ovom indeksu osnovni biološki integritet (njegova funkcija prije ljudskog uticaja) i trenutne funkcije ekosistema se međusobno mjere kako bi se procijenilo koliko je funkcija ekosistema očuvana. IBI ocenjuje ekosistem korišćenjem biosurveja i upoređivanjem bogatstva vrsta, indikatorskih taksona, hibrida i invazivnih vrsta. IBI se koristi prvenstveno za procjenu vodenih ekosistema iako bi se tehnički mogao primijeniti za bilo kakvo merenje biološkog integriteta za bilo koji prirodni ekosistem.

## Spoljašnje veze
- „EPA Bioindicators - Biological Integrity”. Архивирано из оригинала 16. 05. 2008. г. Приступљено 27. 04. 2018.
- Online biomonitoring by recording bivalve mollusc activity worldwide 24/7, the „MolluSCAN eye”. Архивирано из оригинала 13. 11. 2016. г. Приступљено 27. 04. 2018. project.